# Marktdaten
Marktdaten (auch Marktinformationen) sind in der Mikroökonomie und der Betriebswirtschaftslehre alle vorhandenen Daten über einen bestimmten Markt oder ein Marktsegment. Marktdaten sind der wichtigste Untersuchungsgegenstand der Marktforschung und des Marketing.

## Etymologie
Die Bedeutung des Kompositums „Marktdaten“ erschließt sich aus der Etymologie der beiden Wortbestandteile „Markt“ und „Daten“. Der Markt (lateinisch mercatus ‚Handel‘ zu merx ‚Ware‘) ist der Ort, an welchem Waren gehandelt werden, oder allgemeiner das geregelte Zusammentreffen von Angebot und Nachfrage nach Waren, Dienstleistungen und Rechten. Daten (Plural von „Datum“; von lateinisch dare ‚geben‘ datum ‚das Gegebene‘) sind (Zahlen-)Werte, formulierbare Befunde oder Informationen.

## Allgemeines
Jeder Markt liefert eine Vielzahl solcher Informationen, die für die Marktteilnehmer und andere Interessenten (Marktforschung, Analysten, Informationsbrokern, statistischen Ämtern) von Bedeutung sind. Um einen Markt überhaupt einschätzen und Aussagen über die Marktentwicklung machen zu können, ist der betroffene Markt einer Marktbeobachtung zu unterziehen, aus der sich die Marktdaten ergeben. Es schließt sich eine Marktanalyse aller relevanten Marktdaten an. Sie findet mit Hilfe von üblichen Analysemethoden statt. Eine Totalanalyse befasst sich mit den Daten eines gesamten Markts, die Partialanalyse untersucht Teilaspekte. Spezielle Analyseformen sind die Szenarioanalyse oder die Schwachstellenanalyse. In vielen Märkten stehen standardmäßig Daten zur Verfügung, die zur Bestimmung der Preis-Absatz-Funktion genutzt werden können. Hierzu zählen Konsumgütermärkte, in denen Marktforschungsinstitute wie Nielsen oder GfK permanent Absatzmengen, Marktanteile und Preise erheben.

## Arten
Aus Unternehmenssicht lassen sich die Marktdaten nach betrieblicher Funktion in Beschaffungsmarkt (Roh-, Hilfs- und Betriebsstoffe), Arbeitsmarkt (Personal), Finanzmarkt (Geldmarkt und Kapitalmarkt; Finanzierung) und Absatzmarkt (Vertrieb) einteilen. Der wichtigste dieser Märkte ist im Regelfall der Absatzmarkt, auf den sich die weitere Untersuchung konzentriert. Bei Marktdaten auf dem Absatzmarkt ist zu unterscheiden zwischen Zeitreihen (englisch time series data) und Querschnittsdaten (englisch cross section data). Letztere stellen das Resultat von Datenerhebungen dar, die zu einem bestimmten Zeitpunkt an einer statistischen Einheit durchgeführt werden. Hier interessiert die aktuell gültige Stellungnahme der Befragten zu einer konkreten Frage. Typisch hierfür sind tagesaktuelle Befragungen zu Themen, die in verschiedenen Marktsegmenten, Verkaufsregionen oder Ländern durchgeführt werden. Werden die Konsumenten etwa nach der Produktqualität einer bestimmten Ware befragt, handelt es sich um die Erhebung von Querschnittsdaten. Unter Zeitreihen versteht man eine chronologisch geordnete Folge statistischer Maßzahlen, welche die Veränderung bestimmter Daten im Zeitablauf wiedergibt. Eine statistische Maßzahl ist beispielsweise die Anzahl der Anbieter auf einem bestimmten Markt. Die vorhandenen Anbieter aus unterschiedlichen Jahren bilden eine Zeitreihe. In der Regel werden zur Analyse dieser Marktdaten ökonometrische Regressionsverfahren genutzt.
Im Hinblick auf die Veränderlichkeit der Marktdaten unterscheidet man auf dem Absatzmarkt strukturelle und operationelle Marktdaten. Einerseits gibt es strukturelle Marktdaten, die sich mittelfristig nur sehr langsam oder praktisch gar nicht ändern. Hierzu gehört die Marktform (Monopol, Oligopol oder Polypol), das Kaufverhalten, die Marktmacht der Anbieter oder Nachfrager (Analyse der Marktstruktur) und der Produktlebenszyklus. Andererseits gibt es mit den operationellen Marktdaten auch ökonomische Größen, die schnelleren Veränderungen unterliegen. Hierzu gehören die Anzahl der Nachfrager, die Kaufkraft, das die Größe der Märkte bestimmende Marktvolumen (Umsatz), Absatzmenge, Preis, Käuferpräferenzen, Produktqualität oder die Marktphasen als spezifische Entwicklungsstufen eines Marktes (Wachstumsmarkt, gesättigter Markt, Schrumpfmarkt, zyklischer Markt).
Marktdaten können auch in quantitative und qualitative Marktdaten unterschieden werden:
- Zu den quantitativen Marktdaten gehören Marktanteile, Marktpotenzial und Marktvolumen;
- Qualitative Marktdaten sind Kaufmotive, Kundenstruktur oder Wettbewerbsintensität.

Die Daten können auch in die drei Hauptgruppen der Marktdaten zur Nachfrageseite (Kunden, Kaufverhalten und Kundenbedürfnisse, Kundenzufriedenheit), Angebotsseite (Konkurrenten, Marktanteile, Image und Positionierung) und Marktcharakteristika (Marktvolumen, Markttrends und Marktpotenzial) gegliedert werden. Im Rahmen einer Marktsegmentierung können Kunden in homogenen Gruppen zusammengefasst werden. Bei demografischen Kriterien bieten sich Lebensalter oder Geschlecht (weibliches Geschlecht/männliches Geschlecht) an, bei sozioökonomischen Kriterien spielen Einkommen und Beruf eine Rolle.

## Verwendung
Marktdaten erfüllen im Sinne der Marktforschung folgende Funktionen:
- Informationsfunktion: Präzisierung und Objektivierung der Sachverhalte
- Strukturierungsfunktion: Förderung des Verständnisses für die Sachverhalte
- Intelligenzverstärkerfunktion: Unterstützung der Unternehmensführung
- Frühwarnfunktion: Frühzeitiges Erkennen und Bewerten von Risiken
- Innovationsfunktion: Aufdeckung und Antizipation von Chancen

Die Marktsituation eines Unternehmens wird durch die Marktdaten bestimmt. Marktdaten können Datenparameter sein, wenn Unternehmen – je nach Marktform – den Marktpreis eines Produktes als gegeben hinnehmen müssen und ihre Unternehmensziele als Mengenanpasser zu realisieren haben. In diesem Sinne sind Preise die durch den Entscheidungsträger nicht beeinflussbaren Marktdaten. Unternehmen können jedoch auch durch ihre Preispolitik aktiv den Marktpreis im Rahmen der Preisführerschaft durch Aktionsparameter bestimmen, wenn die Konkurrenz und Marktform dies zulassen. Dann gelten Marktpreise aus Sicht der Konkurrenz als Reaktionsparameter. Andere Differenzierungsstrategien können Technologieführerschaft oder Qualitätsführerschaft sein.
Aus den vorhandenen Marktdaten lassen sich Preis- und Einkommenselastizitäten ermitteln, mit denen Aussagen über den Einfluss von Preisänderungen auf Angebot und Nachfrage (Preiselastizität) oder den Einfluss von Einkommensänderungen auf die Nachfrage (Einkommenselastizität) möglich sind. Die Analyse der Marktdaten bildet in den Unternehmen die Grundlage für Marketingentscheidungen.